# Нафтопродуктопровід магістральний
Нафтопродуктопровід магістральний (англ. petroleum product main, oil product trunk pipeline, нім. Haupterdölproduktleitung f) — комплекс споруд, призначених для транспортування світлих нафтопродуктів від нафтопереробних заводів до перевалочних і розподільних нафтобаз.
Споруджується зі сталевих труб діаметром г. ч. до 500 мм на робочий тиск до 6,4 МПа (конструкція і склад споруд магістрального нафтопродуктопроводу близькі до магістрального нафтопроводу).
Пропускна здатність — до 8 млн т нафтопродуктів на рік.